# Carol Francischini
Caroline Francischini, mais conhecida como Carol Francischini (Valinhos, 4 de abril de 1989), é uma modelo brasileira.

## Carreira
Carol iniciou sua carreira em 2001, abandonando a escola na sexta série do ensino fundamental e se mudando para Nova York, mesmo sem saber falar inglês. A modelo venceu a segunda edição do Riachuelo Mega Models, promovido pela agência brasileira Mega Models. Desde então apareceu na capa da revista Elle (em suas edições brasileira e argentina), além de fazer editoriais para a Nylon, Vogue Portugal, Teen Vogue, e realizar desfiles para Fendi, MaxMara, Heatherette, Dsquared, bem como campanhas para marcas como Tommy Hilfiger e Calvin Klein e Gucci.
A modelo é uma das recordistas de desfiles na SP Fashion Week, chegou a fazer trinta e dois desfiles em só uma temporada. Desfilou na Fashion Rio e fez editoriais para Marie Claire, Vogue Brasil, revista Daslu, bem como campanhas para Siberian, Costume e Fillity. Atualmente participa das campanhas da Victoria's Secret.
Atualmente é representada pela agência Joy Model Management no Brasil.

## Vida pessoal
Em 2013 decidiu voltar a morar no Brasil por causa de sua filha, Valentina, nascida no ano anterior. Carol não revela quem é o pai, alvo de muita especulação.